# Trouville-sur-Mer
Trouville-sur-Mer è un comune francese di 4 985 abitanti situato nel dipartimento del Calvados nella regione della Normandia. 

## Geografia
Trouville si trova nella parte orientale del dipartimento del Calvados nei pays d'Auge, sulla riva destra dell'estuario della Touques, di fronte a Deauville.

## Storia

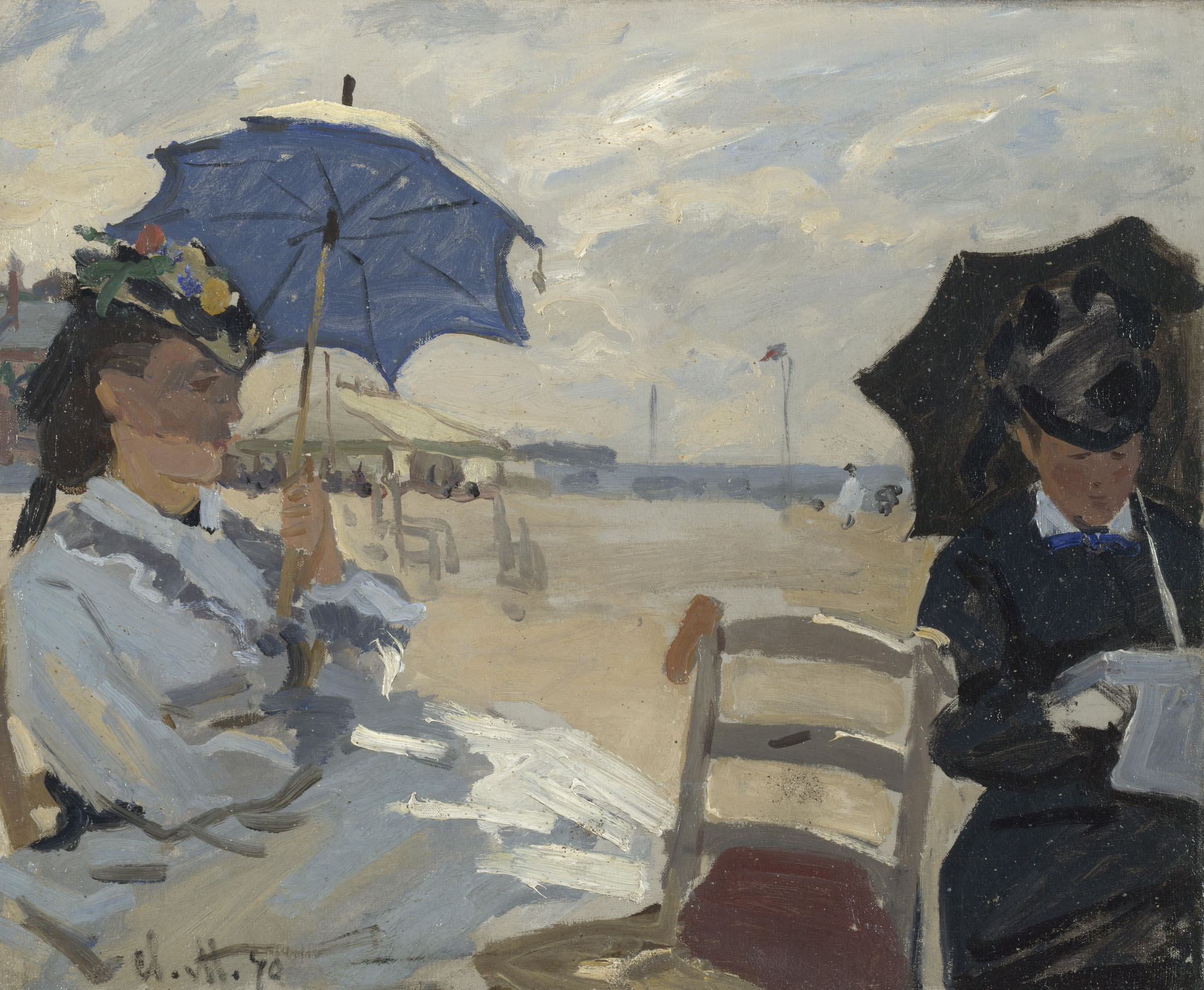
La spiaggia a Trouville, di Claude Monet

La storia di Trouville risale al Medioevo. La città era allora un piccolo porto di pescatori. Essa è divenuta una stazione turistica della Normandia, particolarmente apprezzata dagli abitanti dell'Île-de-France. Nel 1847 il comune incorpora Hennequeville. 
Lo sviluppo della stazione balneare, che ha avuto inizio nel XIX secolo con la moda dei bagli di mare, fu sicuramente dovuto alla sua frequentazione da parte di un piccolo gruppo di pittori: Charles Mozin lo «scopritore di Trouville» nel 1825, Paul Huet, A. G. Decamps e il suo allievo Louis Godefroy Jadin, Eugène Isabey, Corot, di cui il museo d'Orsay di Parigi conserva il dipinto Trouville, bateaux de pêche échoués dans le chenal (post 1848), e anche Eugène Boudin. Lo scrittore Alphonse Karr ha egualmente contribuito alla sua fama.
Fu frequentato molto anche dal pittore Claude Monet. Luigi-Filippo contribuì ugualmente al lancio di Trouville che egli oppose a Dieppe la legittimista, ed è da questa stazione che egli tentò di partire per l'Inghilterra allo scoppio della rivoluzione del 1848. Gustave Flaubert vi incontrò Élisa Schlésinger durante l'estate del 1836. Detta "la regina delle spiagge", subì presto la concorrenza di Deauville.
Alexandre Dumas padre ne parla nelle sue Memorie: 
(Alessandro Dumas padre, Memorie)
Fino al 1926, Trouville-sur-Mer e il suo cantone erano annessi all'antico arrondissement de Pont-l'Évêque, soppresso a quella data.

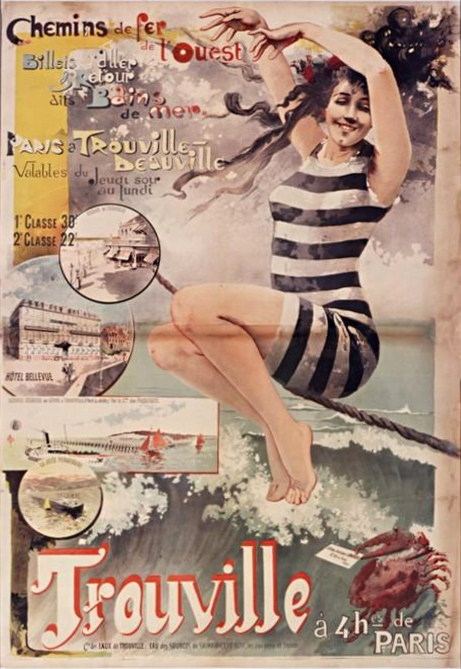
Manifesto della Compagnie de l'Ouest (1890).
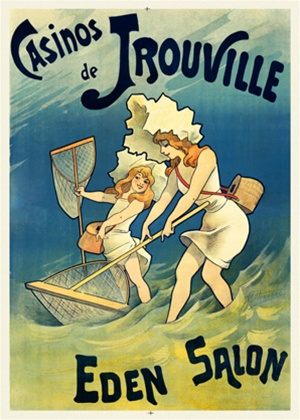
Manifesto[9] per il Casinò di Trouville negli anni 1890.

## Società

### Evoluzione demografica
Abitanti censiti

## Immagini di Trouville

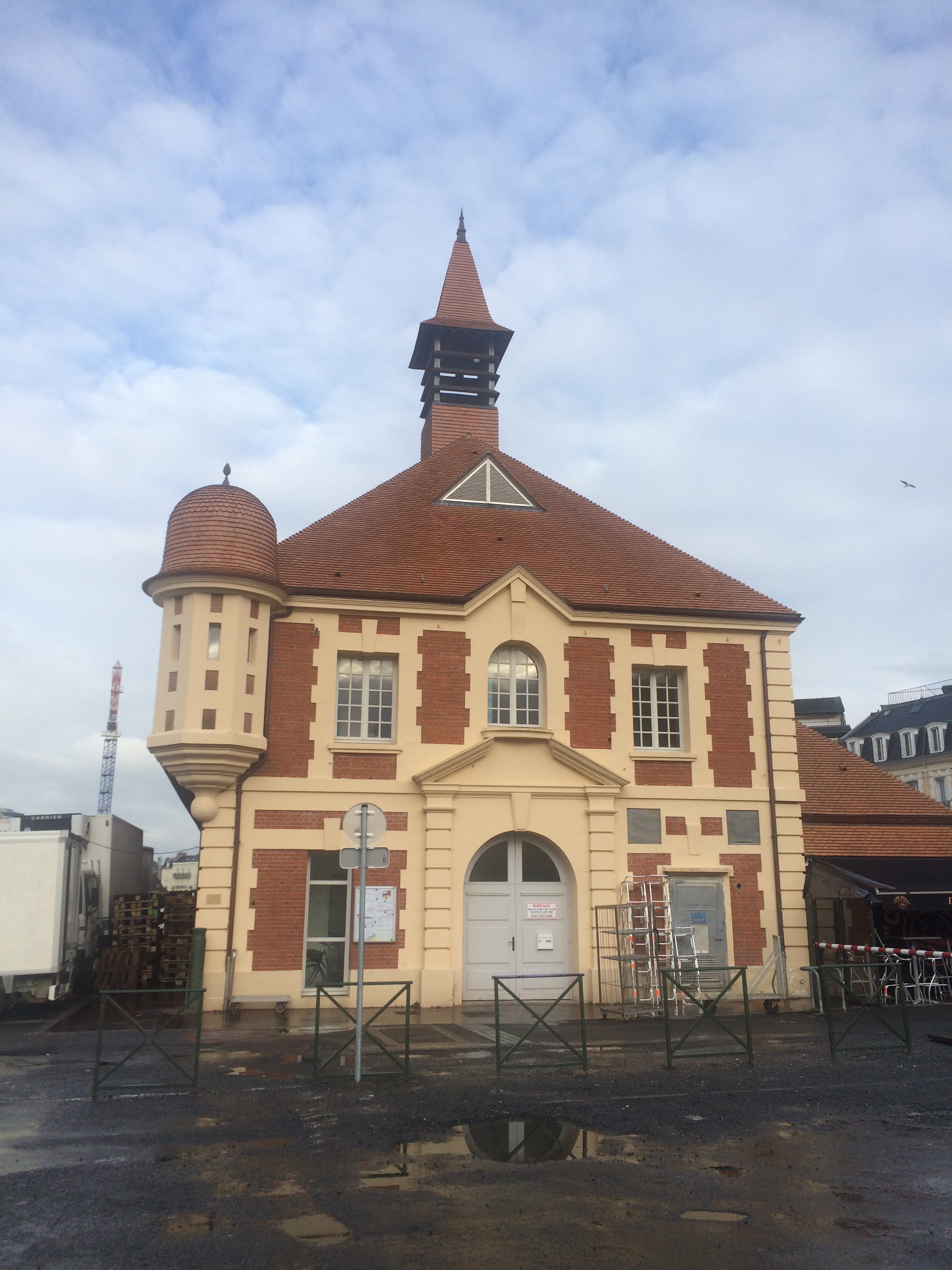
Mercato del pesce.
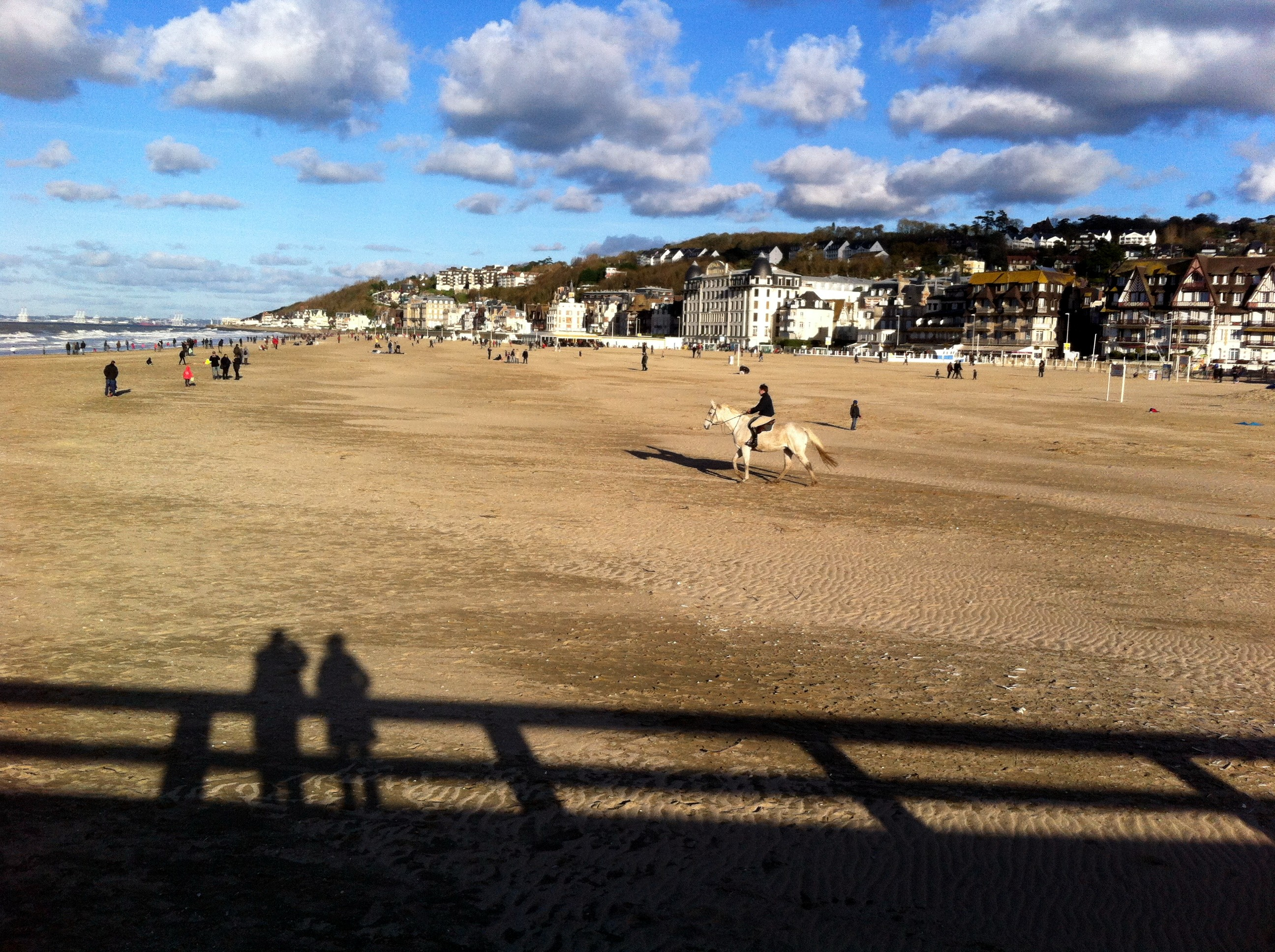
Spiaggia di Trouville in autunno.
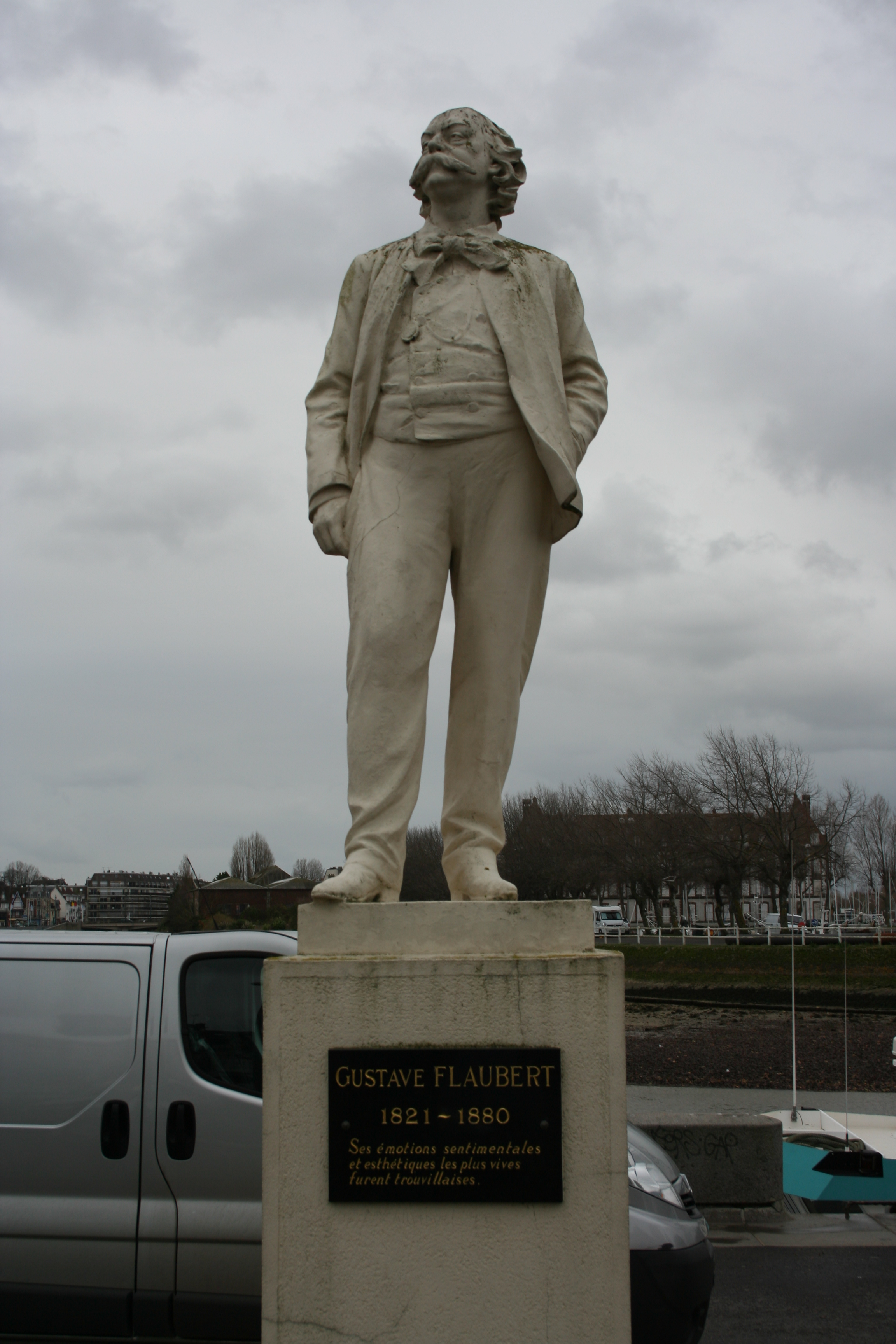
Statua di Gustave Flaubert.